# 129P/Shoemaker-Levy
129P/Shoemaker-Levy 3, komet Enckeove vrste. 